# جوناثان هيلستروم
جوناثان هيلستروم (بالسويدية: Jonathan Hellström)‏ (9 أغسطس 1988 بالسويد - ) هو لاعب كرة قدم سويدي في مركز الوسط. شارك مع منتخب السويد تحت 19 سنة لكرة القدم ومنتخب السويد تحت 21 سنة لكرة القدم. أما مع النوادي، فقد لعب مع غيفلي ونادي ساندفيكين.

## وصلات خارجية
- جوناثان هيلستروم على موقع اتحاد السويد (السويدية)
- جوناثان هيلستروم على موقع قاعدة بيانات كرة القدم.إي يو (الإنجليزية)
- جوناثان هيلستروم على موقع Soccerway.com (الإنجليزية)